# 文豪の食彩
『文豪の食彩』（ぶんごうのしょくさい）は、原作：壬生篤、作画：本庄敬による日本の漫画作品。2014年にはBSジャパンで2度、ドラマ化された。

## 概要
日本の文豪たちの食事や訪れた店を切り口に、文豪たちの生活や作品を掘り下げる。
『食漫』（日本文芸社）に連載され、連載時のタイトルは「文士のお取り寄せ」であった。これは作中で記者が企画、執筆している記事と同タイトルである。単行本化にあたり「文豪の食彩」に改められている。
BSジャパンのドラマ化第2弾放送にあたって、『週刊漫画ゴラク』12月19日号（日本文芸社、12月5日発売）に新エピソードが掲載された。

## 登場人物
川中
毎朝新聞深川支局に本社から異動してきた新聞記者。
黒田
毎朝新聞深川支局のデスク。川中の先輩であり上司。食には目がなく、半ば苦し紛れに出してきた川中の企画「文士のお取り寄せ」にGoサインを出す。時には川中と連れだって文豪ゆかりの食事処へ行き、記事のネタを提供することもある。
採り上げられた文豪
- 夏目漱石
- 芥川龍之介
- 正岡子規
- 樋口一葉
- 永井荷風
- 太宰治

## 書誌情報
- 原作：壬生篤・作画：本庄敬『文豪の食彩』日本文芸社〈ニチブンコミックス〉全1巻、2013年5月18日発売[3]、ISBN 978-4-537-13034-8
カラー記事「六人の文豪ゆかりの食を訪ねて」、壬生篤による書き下ろしコラム計30ページも収録されている。

- 『文豪の食彩ビジュアルBOOK』 壬生篤 (編纂)、本庄敬（イラスト）、2014年3月、にちぶんMOOK（日本文芸社）、ISBN 978-4537122732
テレビドラマ化にあたり、漫画に登場する文豪たちと食との関わりとを紹介したムック。

## ドラマ版
BSジャパンにて2014年3月30日21時から放映された。平成26年度第69回文化庁芸術祭参加作品。
芥川龍之介、谷崎潤一郎を採り上げた第2弾が同年12月6日21時から放映されている。
配役
- 川中啓三 - 勝村政信
- 黒田デスク - 温水洋一
- 吉沢記者 - 近野成美（1）
- 石原ケイ - 吉木りさ 新人記者
- ナレーター - 大岡優一郎
- ドラマ2その他出演 - 間宮夕貴、富田翔、中澤健太郎、島英臣、河内浩

スタッフ
- 監督 - 高橋弘樹（テレビ東京）、宝来忠昭
- 脚本（ドラマ1） - 田中智章、宝来忠昭、田口佳宏
- 脚本（ドラマ2） - 田中智章、小峯裕之
- 監修 - 壬生篤
- 構成 - 伊藤正宏（1.2）、羽柴拓（1）
- 音楽 - SWITCH
- 美術協力 - フジアール
- ポスプロ - ヌーベルアージュ（1.2）、スタジオミック（1）
- プロデュース - 高橋弘樹（テレビ東京）、吉見健士（共同テレビ）
- 技術協力&制作プロダクション - 共同テレビジョン
- 製作 - BSジャパン、テレビ東京

各話
- プロローグ

1. 太宰治と酒
2. 荷風と美食
3. 芥川龍之介と「本所両国」の食
4. 谷崎潤一郎と東京